# Perushtitsa
Perushtitsa (en búlgaro: Перущица) es una ciudad de Bulgaria en la provincia de Plovdiv.

## Geografía
Se encuentra a una altitud de 276 m s. n. m. a 143 km de la capital nacional, Sofía.

## Demografía
Según estimación 2012 contaba con una población de 5 001 habitantes.
|         | 2004  | 2005  | 2006  | 2007  | 2008  | 2009  | 2010  | 2011  |
| Mujeres | 2 747 | 2 742 | 2 740 | 2 690 | 2 672 | 2 658 | 2 633 | 2 570 |
| Varones | 2 612 | 2 602 | 2 595 | 2 549 | 2 537 | 2 536 | 2 516 | 2 459 |
| Total   | 5 359 | 5 344 | 5 335 | 5 239 | 5 209 | 5 194 | 5 149 | 5029  |